# 小林廣輝
小林 廣輝（こばやし ひろき、1993年10月24日 - ）は、元TBSテレビのアナウンサー。

## 来歴
千葉県千葉市出身。 千葉市立稲毛高等学校卒業。
高校時代の2011年、第24回ジュノン・スーパーボーイ・コンテストBEST20になる。同期は俳優の佐野岳。
2013年4月 - 慶應義塾大学文学部人文社会学科入学。大学在学中には半年間アメリカのユタ州にあるユタ大学に留学。帰国後は外資系投資銀行のインターンに参加。大学在学中、ミスター慶應コンテスト2015で準グランプリに輝く。大学在学中は、慶應義塾大学理工学部体育会サッカー部、Japan-China Students Conference、学生団体S.A.L、学生団体PLURIOに所属。
2018年4月1日付で、アナウンサーとしてTBSテレビへ入社。同期のアナウンサーは宇賀神メグ、田村真子、良原安美。同年7月13日に、赤坂サカスで開催の『TBS夏サカス2018 デジタル＆グルメパーク』でデビュー。その後は、スポーツ中継向けの実況練習を重ねながら、『ビビット』『アッコにおまかせ!』『Nスタ』（いずれもTBSテレビ系列全国ネットの生放送番組）などにMCとしてレギュラーで出演していた。
スポーツ実況ではTBSラジオにおいて日本中央競馬会（JRA）レースのラジオ生実況（重賞レース）や「ニューイヤー駅伝」を担当。バライエティでの実況では、「ジョブチューン」内での企画実況を担当（『スシロー×超一流寿司職人』等）。
2022年7月31日付でTBSテレビを退社。

## 人物
- 身長176 cm、血液型AB型[12]
- 読書、運動、銭湯での入浴が趣味で、運動では側転が得意。TBSテレビ入社後初めてのレギュラー番組であった『ビビット』では、「コバヒロのSHOW撃30秒ニュース」という冠コーナーで、「側転しながらニュース原稿を読む」というパフォーマンスを生放送中にスタジオで披露していた[10]。

## 過去の出演番組

### TBS入社後

#### テレビ
- ビビット（2018年10月 - 2019年9月27日）
  - レギュラーアナウンサーとして最終回まで出演。出演を始めた時点では入社1年目ながら、エンディングの間際に「コバヒロのSHOW撃30秒ニュース」を担当していた。
- イベントGO!（2018年10月 - 2019年9月、不定期出演）
- アッコにおまかせ!（2019年8月4日 - 2021年6月13日、第3代アシスタント）
- この恋あたためますか 第7話（2020年12月1日）
- 日本沈没-希望のひと- 第4話（2021年11月7日）
- ひるおび!（2022年2月1日 - 3月30日）
  - 火・水曜日午前枠のナレーターをレギュラーで担当。2022年5月以降も、TBSテレビを退社する同年7月まで、金曜日を中心に不定期でナレーターを務めている。
- スポーツ中継（陸上競技・競馬・野球など）
  - 2020年11月22日開催の第40回全日本実業団対抗女子駅伝競走大会（クイーンズ駅伝2020）全国ネット向けテレビ中継（TBSテレビ制作）で、第3中継所からスポーツ中継の実況にデビュー[13]。2021年からは、全日本実業団対抗駅伝競走大会（ニューイヤー駅伝）・東日本実業団対抗駅伝競走大会（プリンセス駅伝）・山口ハーフマラソンのテレビ中継でも、スタート・フィニッシュ地点や一部の中継所で実況を任されていた。
  - TBSラジオが2018年から（自社では放送しない）裏送り限定で制作している首都圏開催分のプロ野球中継には、2022年5月3日にCBCラジオで放送された横浜DeNAベイスターズ対中日ドラゴンズ戦（横浜スタジアム）中継から、TBSテレビを退社するまでベンチリポーターとして出演。
- Wifh☆ベイスターズ2022（ナレーター、2022年4月 - 6月）
- Nスタ
  - ニュースプレゼンター→サブキャスター（月 - 木曜日：2019年9月30日 - 2021年6月23日）
  - ナレーター（木曜日：2022年4月7日 - 6月30日）

#### ラジオ
- パソナグループ presents 朝比奈彩の淡路島放送局!（2021年3月30日 - 2021年7月6日）
- 爆笑問題の日曜サンデー（「サンデー競馬小僧」として放送される競馬中継の実況、2022年6月）

### TBS入社前

#### 映画
- 2014年「ゲームセンターCX THE MOVIE 1986 マイティボンジャック」[14]